# Álvaro Pinto
Álvaro Pinto fue un político, militar, periodista y legislador argentino.

## Biografía
Álvaro Pinto nació en la Ciudad de Buenos Aires el 18 de mayo de 1841, hijo del general Manuel Guillermo Pinto y de Clarisa Laprida, hija del presidente del Congreso de Tucumán Francisco Narciso de Laprida.
En 1855 se alistó como voluntario en la Guardia Nacional de Buenos Aires.
Asistió a la batalla de Cepeda (1859) y a la de Pavón en 1861, siendo ascendido a teniente en el mismo campo de batalla por su valor.
Combatió en la Guerra del Paraguay y al estallar la revolución de 1874 luchó a las órdenes de Hilario Lagos.
En 1877 fue diputado en la Legislatura de la Provincia de Buenos Aires. 
Al producirse la revolución de 1880 actuó en la defensa de la ciudad con el grado de mayor, encontrándose entre los voluntarios del batallón al mando del coronel Sanabria con cuartel en la Parroquia de la Piedad.
Fundó el 16 de abril de 1889 en La Plata (Buenos Aires) el diario La Política, desde el cual realizó una activa campaña contra el presidente Miguel Juárez Celman, contribuyendo con violentos artículos a la revolución de 1890, convirtiéndose en el principal propagandista del movimiento.
Al igual que su hijo, Álvaro Guillermo Pinto (1864-1925), quien luchó con el grado de teniente ayudante, tomó parte en ese movimiento como responsable de su organización en la ciudad de La Plata (junto al coronel Julio Campos y a Mariano Horma) y encontrándose entre los defensores del Parque. Fue quien propuso al coronel Julio Campos para encabezar el movimiento y, tras ser rechazada su propuesta, al general Manuel J. Campos, convertido en el jefe militar de la revolución. 
También actuó en la revuelta de 1893. En 1896 fue elegido nuevamente diputado.
Fue uno de los fundadores de la Sociedad de Beneficencia Hermanas de Dolores de Belgrano. Falleció en Buenos Aires en completo olvido en 1914.
Estaba casado con Dolores Onrubia.